# Hacımustafaköy, Baskil
Hacımustafaköy là một xã thuộc huyện Baskil, tỉnh Elâzığ, Thổ Nhĩ Kỳ. Dân số thời điểm năm 2011 là 101 người.